# Acrotheciella
Acrotheciella är ett släkte av svampar. Acrotheciella ingår i divisionen sporsäcksvampar och riket svampar.